# ArborLoo

Los pasos en el uso de un ArborLoo.

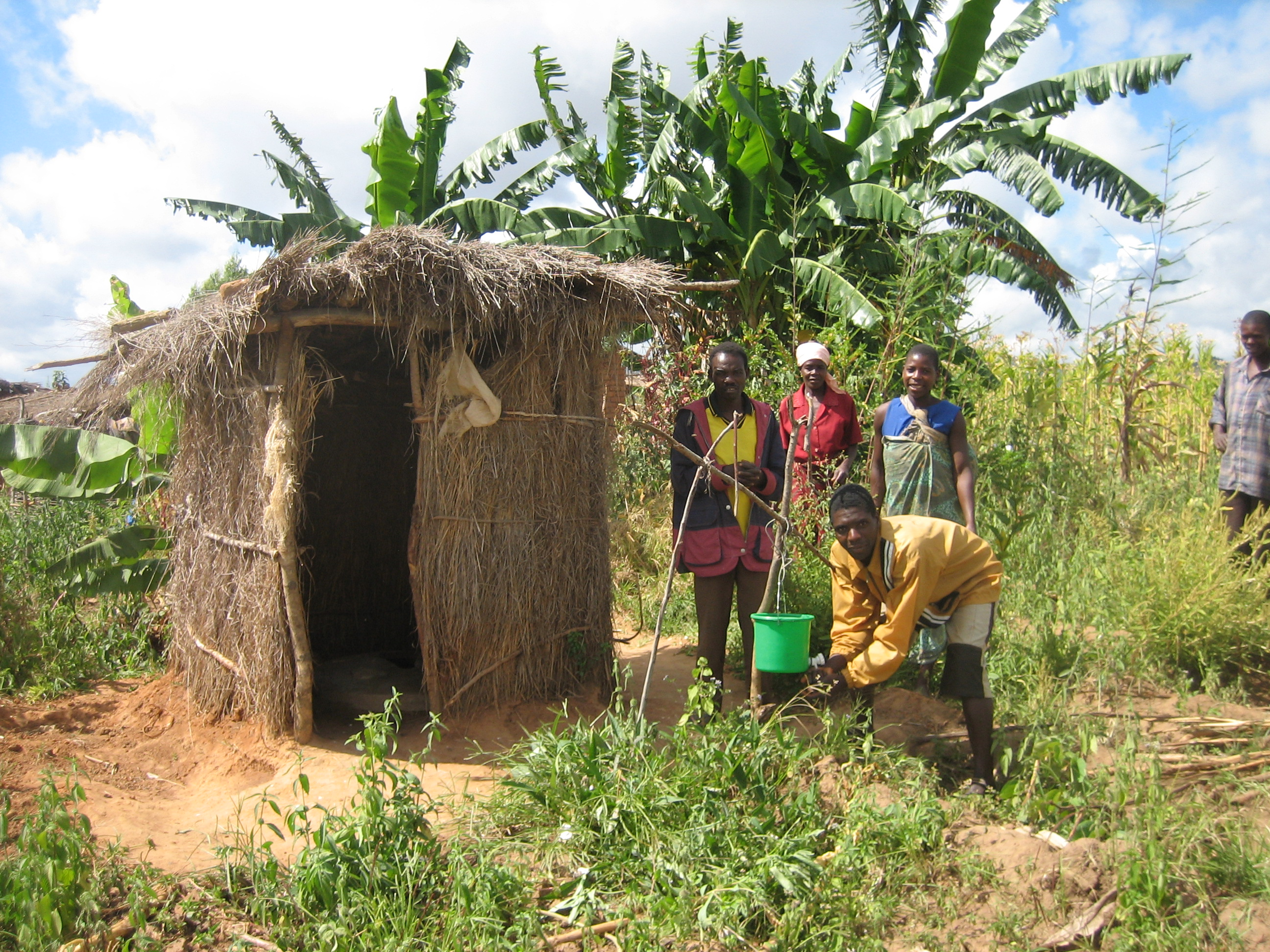
Un ArborLoo en Ekwendeni, Malawi, África.

Un ArborLoo (pronunciado arborlú) es un tipo muy sencillo de inodoro seco o inodoro compostero, en el cual el excremento cae directamente en un hoyo en la tierra y, cuando el hoyo comienza a llenarse, se traslada la casita a otro hoyo y se siembra un árbol encima del hoyo llenado.
Algunos dirían que esta es una letrina convencional, pero tiene cuatro grandes diferencias bien pensadas: 
1. La casita es liviana y puede ser alzada entre 2 o 4 personas, para poder pasarla de un sitio a otro;
2. Los hoyos no son tan profundos como para topar con las aguas en el suelo, por lo tanto no se las contaminan;
3. Se cubre con un poco de tierra después de cada uso para controlar las moscas y los olores; y
4. Se aprovechan los nutrientes ordenada e higiénicamente a través de los árboles, que preferiblemente pueden ser frutales.

Su nombre proviene del inglés británico, en el cual ‘arbor’ se refiere a ‘árbol’ (por ejemplo, Arbor Day, un día para celebrar y sembrar árboles) y ‘loo’ quiere decir ‘inodoro’. En español, podemos llamarlo 'Inodoro para Luego Sembrar Árboles', 'Inodoro Silvícola' o mantener la palabra inglesa, ArborLoo. El concepto y el nombre fueron puestos por Peter Morgan durante su trabajo amplio y fructífero en la promoción de saneamiento en Zimbabue.
Esta es una técnica de Saneamiento Ecológico, ya que no se considera al excremento humano como algo que debería desaparecer por magia, sino un recurso valioso para seguridad alimentaria, luego de controlar sus obvios riesgos para la salud pública.
Puede parecer algo rústico, para aplicarse solo en la pobreza o una emergencia, pero sus ventajas en el uso permanente incluyen:

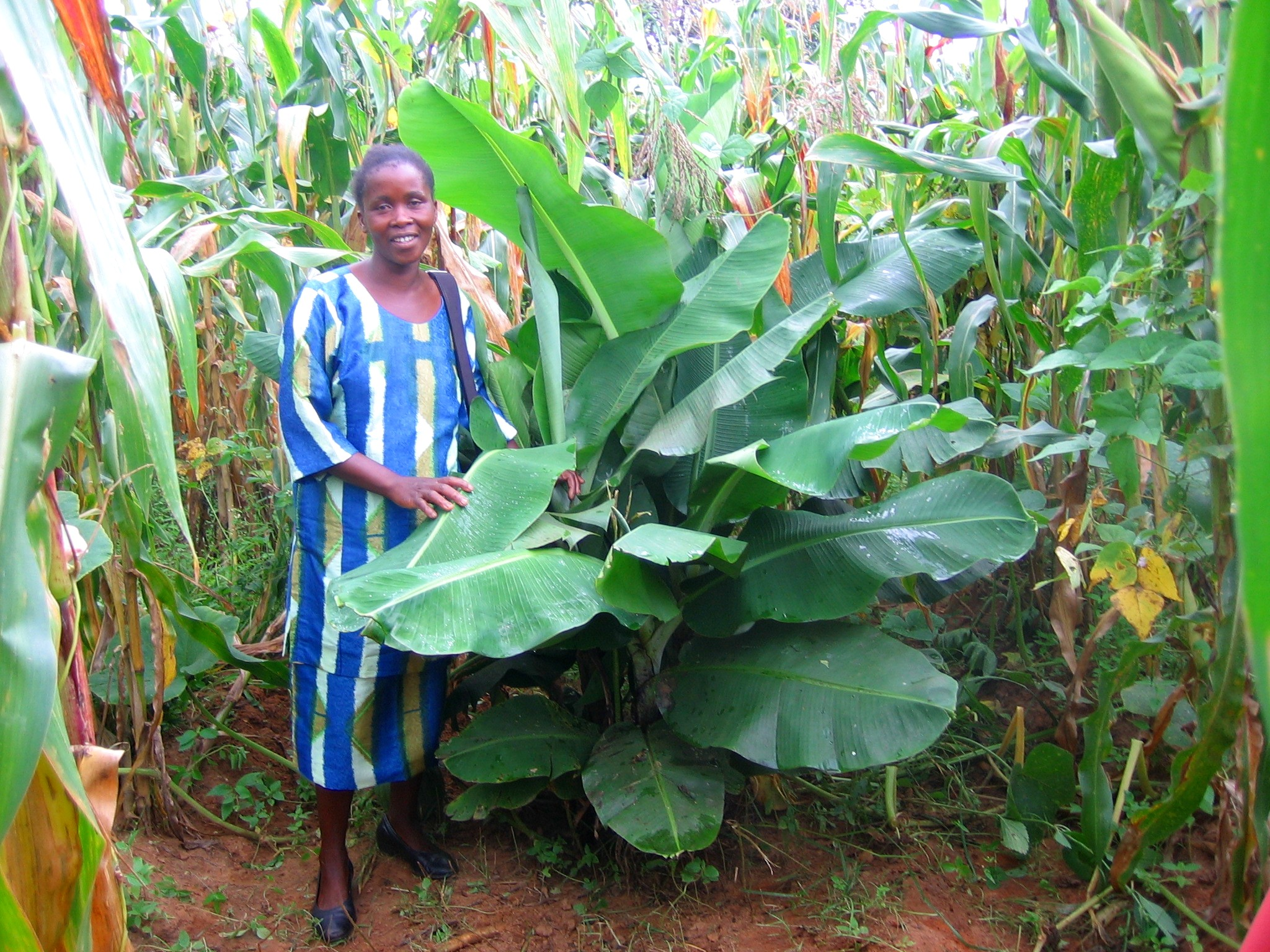
Una planta de Banano sembrada encima de un hoyo de ArborLoo ya llenado con excremento.

- La encapsulación higiénica de las heces en el suelo, sin que nadie tenga que manejarlas y sin contaminar el ambiente de nadie;
- El reciclaje de los nutrientes a través de los árboles;
- El bajo costo, y
- Su facilidad.

Solo se puede aplicar esto donde la tierra es absorbente y la capa freática de agua en el suelo esté más profunda que unos 2 metros. Obviamente, no es factible hacer esto en zonas inundables durante la época lluviosa.
Hay más de 55.000 ArborLoos en África.

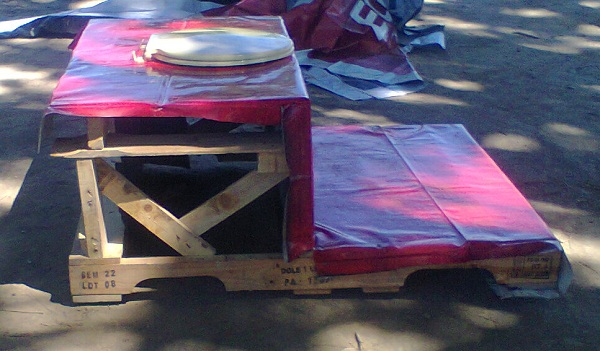
Piso y banca de un ArborLoo de palets cubiertos en lona publicitaria. Tiene el asiento normal de plástico a la altura normal.

## Diseño
El hoyo debe ser cilíndrico, para evitar que se derrumbe, con un diámetro de al menos 80 cm, para permitir el trabajo manual de excavación, sin acercarse demasiado al contorno del piso. La profundidad es generalmente entre 1,0 y 1,5 metros.
 En sectores con suelos muy arenosos, es conveniente colocar una viga circular de concreto o ferrocemento sobre el suelo y, luego, excavar en el espacio en su interior, para reforzar el borde del hoyo y evitar aún más su posible colapso. 

Los ArborLoos pueden ser construidos de muchas maneras, tanto que sean seguras, privadas y livianas: 
- Es excelente armarlos con plástico reciclado, para mantener bajos el costo, el impacto ambiental y el riesgo de podrirse.[4]

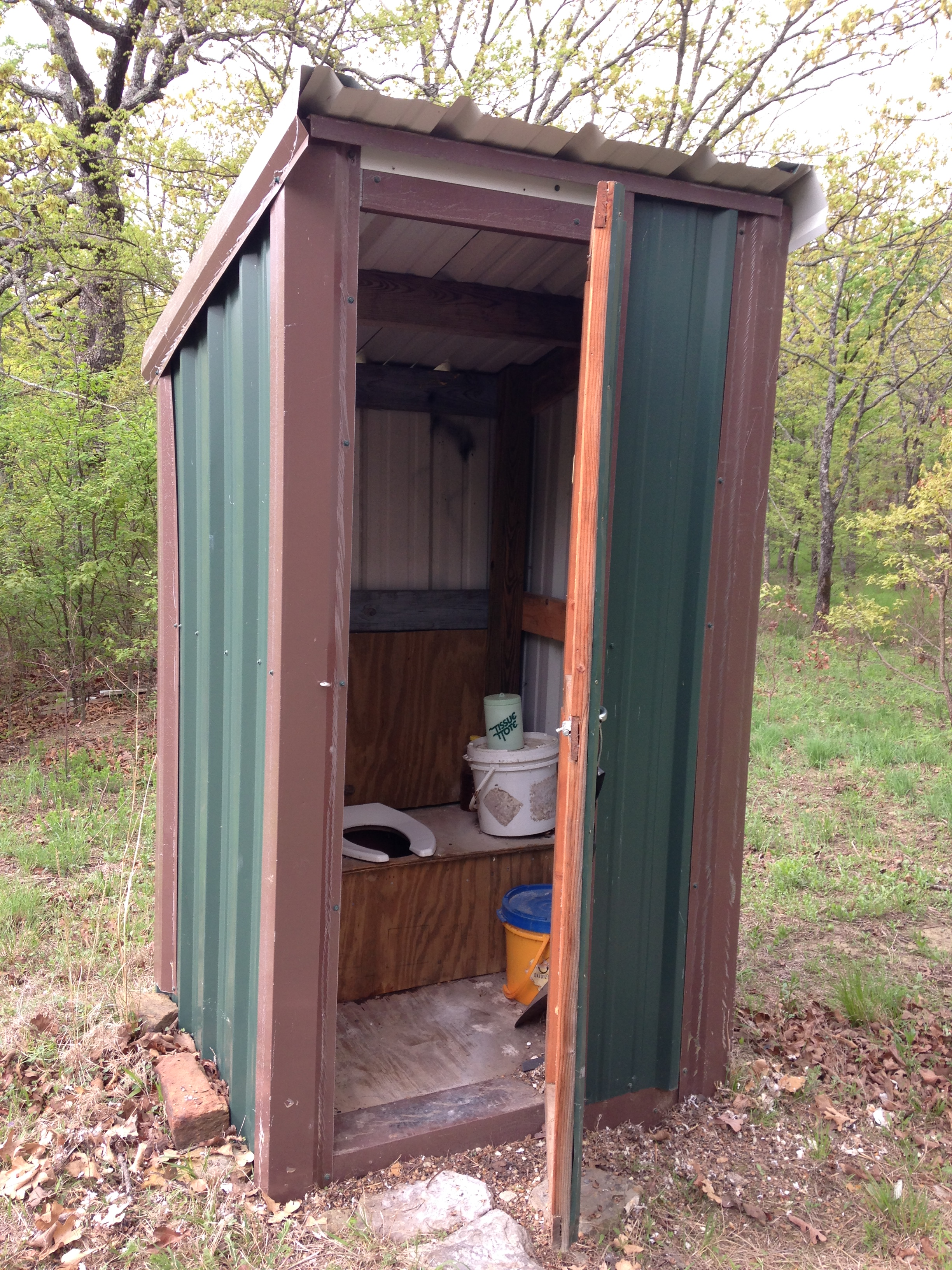
También se puede hacer un ArborLoo con materiales modernos, tanto que sean livianos.

- Si se desea hacer el piso en ferrocemento (incluso con cerámicas), puede ser independiente de las paredes de privacidad y en forma redonda, para poder hacerle rodar de un sitio al otro.

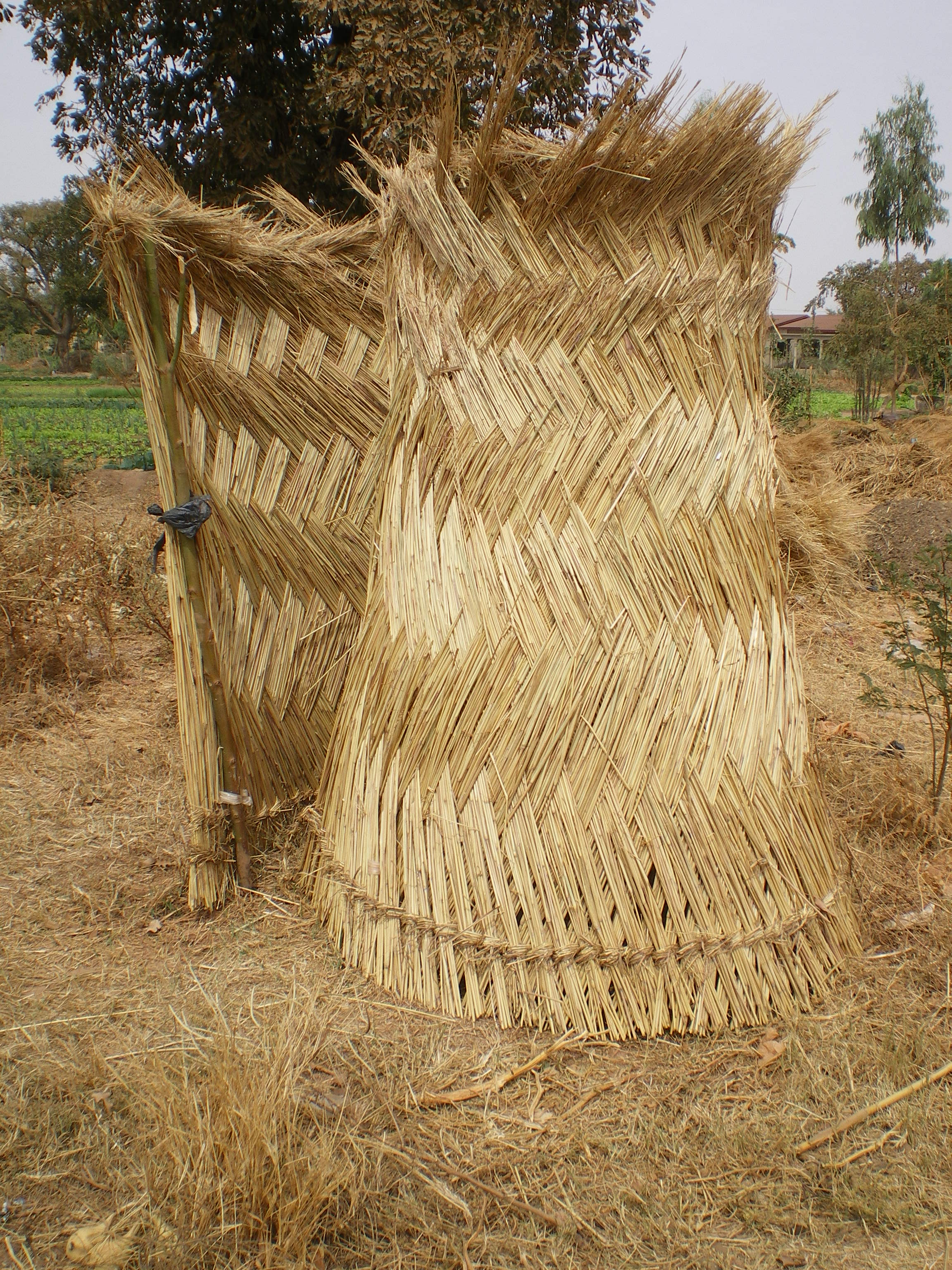
La estructura de privacidad de un ArborLoo puede ser tan sencilla como una estera colocada en forma espiral. La falta de techo permite la entrada de más aire y luz, la desinfección solar y la limpieza por parte de la lluvia.

- Es factible hacerlo con palés de transporte, caña guadúa para privacidad y un poco de lona publicitaria para la puerta.[5]

- Si la casita es tan ligera que podría ser llevada por el viento, es factible asegurarla con una soga y dos estacas.

- Aun en lugares lluviosos, es factible hacer el ArborLoo sin techo, para dejar entrar más luz y aire, permitir que el sol esterilice las superficies, facilitar la limpieza automática con la lluvia, reducir costos y alivianar la estructura. En caso de lluvia, los usuarios pueden usar sus paraguas y chaquetas. Esta opción podría incrementar la aceptabilidad entre las personas que actualmente practican la defecación al aire libre.

- Pueden ser para cuclillas o para sentado y, en el primero de estos casos, es conveniente colocar un mango que el usuario puede agarrar para mayor estabilidad.

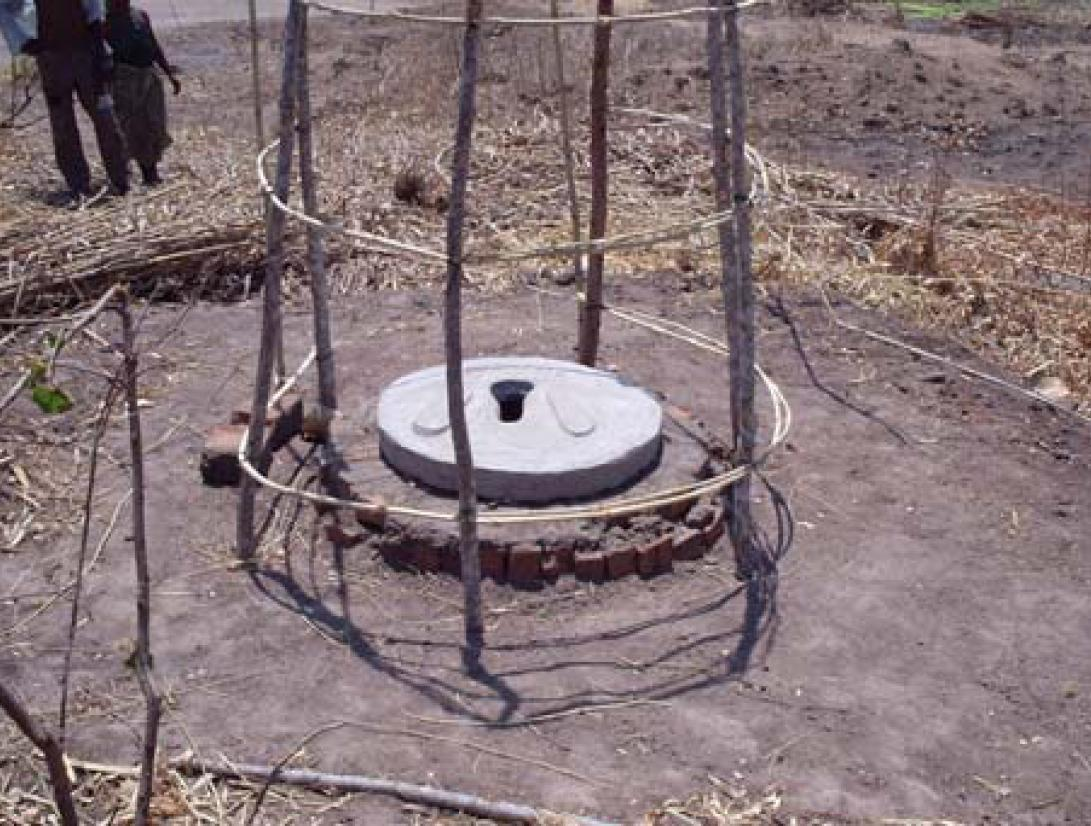
Un piso redondo de concreto, para uso en cuclillas, que se puede hacer rodar de un sitio a otro.

- Se puede mantener separada la orina para reducir los olores en el hoyo y aprovecharla más eficientemente como fertilizante agrícola. Esto se puede implementar con un embudo estratégico, de igual manera que en el Inodoro Ecológico Seco con Separación de la Orina. Este líquido puede distribuirse en el suelo entre los cultivos mediante una manguera perforada, posiblemente 10 m de largo, enterrada 10 cm en el suelo o cubierta con un mantillo de material orgánico grueso, y podrá reubicarse cada vez que se mueve la casita.

También, hay variaciones en la siembra de las plantas:
- Se puede sembrar el arbolito de inmediato o al inicio de la época de lluvias, según las condiciones climáticas locales.
- Otra manera de regar los árboles es colocar al lado una botella plástica de 4 litros llena de agua (incluso aguas grises) que tiene una perforación de un pequeño clavo caliente en el fondo de un costado; así, el agua pasa lentamente de la botella al suelo, sin escurrirse a otra parte.
- Si los usuarios desean una cosecha más rápida que la que daría un árbol, pueden sembrar plantas como Zapallos.
- Si no hay espacio para sembrar una infinidad de árboles, se puede sembrar árboles y plantas que no viven tantos años, como el Banano, la Papaya y el Tomate de Árbol. Hasta en un patio urbano, debe haber unos cuatro puestos y la casita podría rotarse entre ellos.
- Si solo hay dos puestos y se quiere llevar el abono a otro lado, se puede alternar el ArborLoo entre estos sitios, demorando al menos un año en cada uno, no sembrar árboles y este sistema se llama lógicamente ‘Fossa Alterna’.[3]

## Referencias

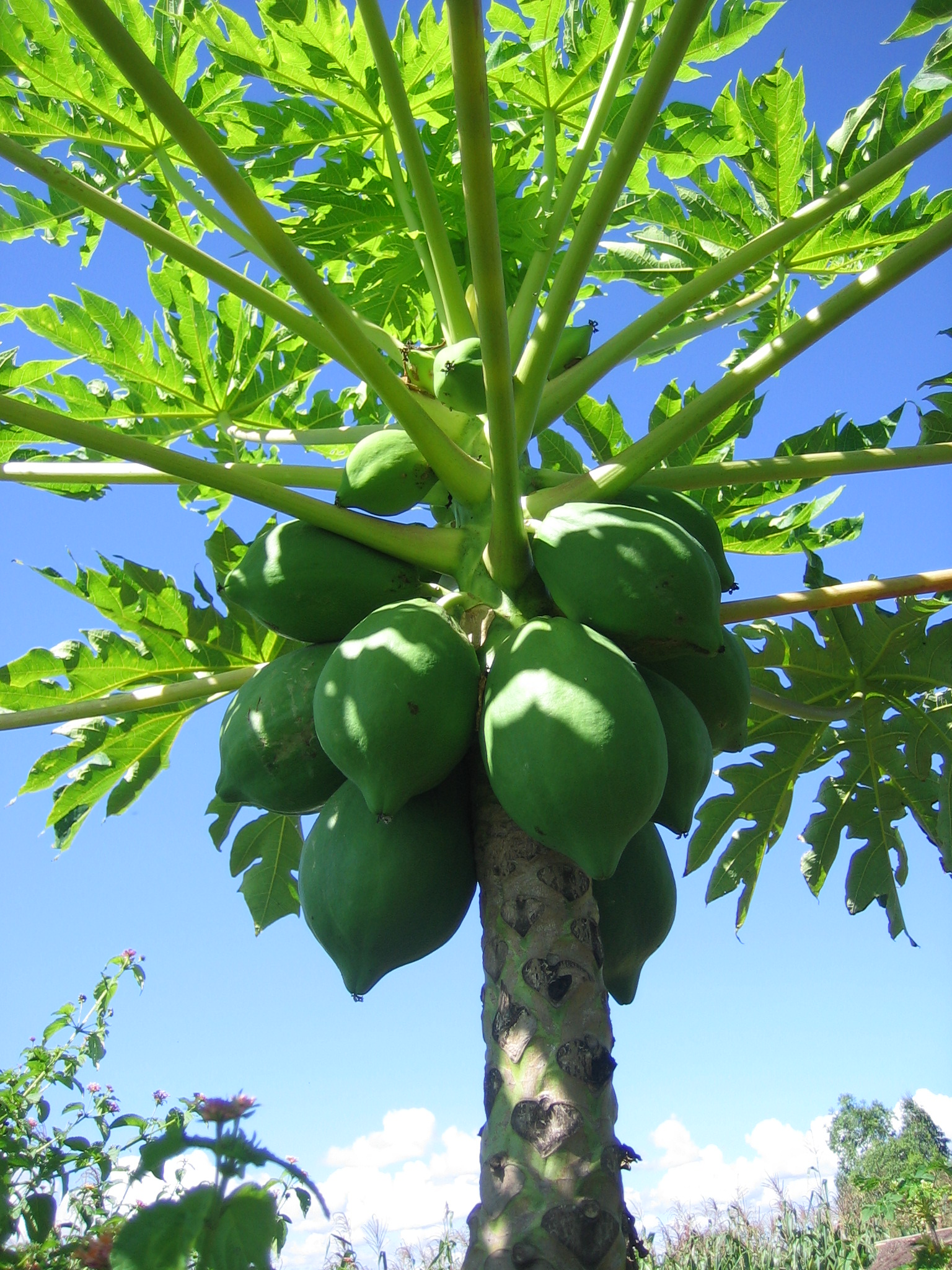
Un árbol de Papaya crece exuberantemente sobre un hoyo donde había anteriormente un ArborLoo.